# Чеченска диаспора
Чеченската диаспора (на чеченски: Нохчийн диаспора) е термин, използван за колективно описание на общностите от чеченци, които живеят извън Чечения, което включва чеченци, които живеят в други части на Русия. Значително чеченско население има и в други субекти на Руската федерация (особено в Дагестан, Ингушетия и Московска област).
Извън Русия чеченците са предимно потомци на хора, които се налага да напуснат Чечения по време на Кавказката война през XIX век (която води до анексирането на Чечения от Руската империя) и депортирането им от Йосиф Сталин през 1944 г. в съветската част на Централна Азия  (предимно в Казахска ССР). В последните десетилетия хиляди чеченски бежанци се заселват в Европейския съюз и на други места в резултат на първата и втората чеченска война, особено във вълната на емиграция на Запад след 2002 г.

## Образуване
Чеченската диаспора започва да се формира след Кавказката война, когато през 1865 г. около 5000 чеченски семейства се преселват в Османската империя като бежанци–мухаджири. Днес потомците на тези заселници съставляват по-голямата част от чеченските диаспори в Турция, Сирия и Йордания.

### В СССР

#### Средна Азия и Казахстан
През февруари 1944 г. повече от половин милион чеченци са депортирани от своите родни места в съветската част на Централна Азия. На 9 януари 1957 г. на чеченците е разрешено да се върнат по родните си места, но значителен брой чеченци избират да останат в Казахстан (над 31 000 според преброяването от 2009 г.) и Киргизстан (около 1800 души). Чеченската диаспора в Казахстан многократно привлича вниманието на пресата по време на междуетнически конфликти. Чеченската диаспора в Киргизстан също привлича общественото внимание след бомбените атентати в Бостън през 2013 г.

#### Други региони на Русия
Чеченската диаспора се увеличава значително в други региони на Руската федерация, чеченците мигрират по икономически и политически причини, както и поради нарастващото аграрно пренаселеност на самата република, което до голяма степен обяснява бързия спад в броя на диаспорите на други народи в самата Чечения (руснаци, украинци, арменци) и др.

### Западна Европа и САЩ
След първата и втората чеченска война значителен брой чеченци заминават за страните от Западна Европа, Турция и арабските страни със статут на политически бежанци. В началото на 1920-те години чеченски бежанци формират значителни общности в големите градове в Съединените щати и Канада, като много от тях заминават като бежанци през териториите на други приятелски страни на НАТО (като Турция).
В средата на 2013 г. властите на Германия разпространяват съобщение, според което от началото на годината повече от 10 000 граждани на Руската федерация, 90 – 95% от които с произход от Чечения, са поискали убежище в страната.

### Полша
В продължение на години Полша предоставя активна подкрепа на чеченските политически бежанци. До началото на 2013 г. в Полша живеят между 18 000 и 20 000 чеченци, много от които използват страната за следващи миграции към Германия, САЩ и други страни. Най-голямата концентрация на чеченци в Полша се наблюдава в град Бялисток, който се превръща в един от значимите центрове на чеченската диаспора в Полша.
В този град започва своята дейност Мюсюлманският религиозен съвет, на базата на който през февруари 2012 г. се провежда учредително събрание на чеченските и ингушските имами и улемите на Полша, председателствано от Микаил Узденов. След атаките в Бостън през 2013 г. Полша спира да дава политическо убежище на чеченци. Зачестяват и случаите на нападения от полски националисти срещу представители на чеченската общност в Бялисток.